# Goldstone Ground
Goldstone Ground fu un impianto sportivo britannico di Hove, città della contea inglese dell'East Sussex.
Lo stadio fu sede delle partite interne del Brighton dal 1902 al 1997.

## Storia
L'impianto sorgeva in Old Shoreham Road, nella cittadina di Hove, e fu utilizzato come campo da gioco fin dal 1901. Nel 1902 ospitò la prima partita del Brighton & Hove Albion, di cui divenne l'impianto casalingo ufficiale dalla stagione 1902-03.
Nel 1948 lo stadio venne scelto come sede esterna per la partita Lussemburgo-Afghanistan, valevole per le Olimpiadi disputatesi a Londra. Dieci anni dopo, nel 1958, venne registrata la massima affluenza nell'impianto (37.747 spettatori) durante una partita fra Brighton e Fulham.
Il 23 settembre 1992 il Goldstone Ground vide il debutto ufficiale nel calcio professionistico di David Beckham, subentrato in una partita del secondo turno di Coppa di Lega.
Nonostante le proteste dei tifosi, contrari ad una ipotesi progettata da alcuni anni,  nel 1997 il club fu costretto a vendere la proprietà dello stadio per salvare la situazione economica, condizionata dai pesanti debiti accumulati negli anni precedenti, che avevano messo a rischio la sopravvivenza stessa della squadra.

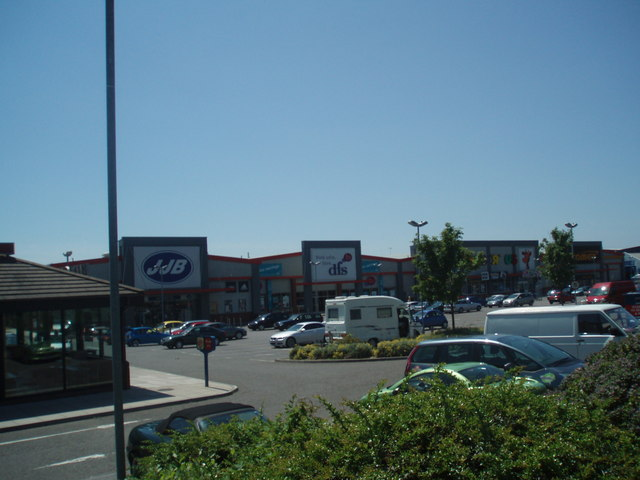
L'area del vecchio stadio, ora adibita a centro commerciale

L'area venne trasformata in un centro commerciale con parcheggio.
A seguito della cessione il Brighton fu costretto a giocare dal 1997 al 1999 a Gillingham e fino al 2011 al Withdean Stadium, vecchio impianto cittadino, prima che l'attuale stadio, il Falmer Stadium venne completato.

## Incontri internazionali di rilievo

### Olimpiadi 1948
| Arbitro: | Williams |

|                              |           |  |
| Gales Schammel Kettel Paulus | Marcatori |  |